# زخرط بوهيمي
الزخرط البوهيمي أو الغاجية البوهيمية أو الذُّبَحُ البوهيمي (باللاتينية: Gagea bohemica) نوع نباتي يتبع جنس الزخرط من الفصيلة الزنبقية.

## الموطن والانتشار
النبات واطن في المغرب العربي وبلاد الشام وكثير من مناطق أوروبا.